# Golden Gate (romanzo)
Golden Gate (The Golden Gate) è un romanzo in versi di Vikram Seth, edito da Random House nel 1986.
Il romanzo è l'opera d'esordio di Seth ed è composto da cinquecentonovantaquattro sonetti in tetrametri giambici. Queste stanze sono note in inglese come "Onegin stanza" in quanto utilizzate e rese celebri da Aleksandr Sergeevič Puškin nel suo Eugenio Onegin; fu proprio la traduzione in inglese dell'Onegin realizzata da Charles Johnston ad ispirare Seth.

## Storia editoriale
Seth scrisse il romanzo mentre lavorava al suo dottorato di ricerca in economia all'Università di Stanford. Dopo essere stato rifiutato da una ventina di case editrici, il romanzo fu acquistato da Random House, che ne stampò venticinquemila copie per la prima edizione. Il romanzo finì per venderne quasi centomila, un fatto inaspettato per un'opera prima, specialmente se in versi.

## Trama
Nonostante la promettente carriera da informatico, il giovane John Brown, sentendosi solo, cerca di riallacciare i rapporti con la sua ex, la scultrice e batterista sino-statunitense Janet Hayakawa. Janet lo incoraggia a cercarsi una nuova amante e decide di aiutarlo scrivendo per lui un inserto sul giornale. Dopo aver ricevuto diverse risposte deludenti, John incontra e si innamora di Liz Dorati.
Intanto Phil Weiss, fresco di divorzio dalla moglie Claire, ha sorpreso tutti gli amici (incluso John) lasciando il suo lavoro da programmatore per diventare un attivista contro il nucleare. Edward, il fratello di Liz, è un giovane gay e cattolico che si innamora di Phil. I due si mettono insieme, ma il senso di colpa cattolico di Ed finisce per mandare a monte la relazione. Intanto anche la relazione tra John e Liz comincia a logorarsi: i commenti omofobi di John su Ed mandano su tutte le furie Liz e Phil, che cominciano a nutrire sentimenti l'una per l'altro.
Durante i festeggiamenti per il giorno del ringraziamento, John chiede a Liz di sposarlo, ma la lascia immediatamente dopo perché geloso di Phil. Sconvolta dalla malattia terminale della madre e desiderosa di realizzare il suo desiderio di vederla maritata prima di morire, Liz sposa Phil. Intanto Janet prova a tirare sù di morale John, sprofondato nella depressione, che finisce per riprendersi e innamorarsi nuovamente di Janet.
La mostra di Janet, intanto, viene stroncata dai critici e la giovane cerca di risollevarsi tentando di riportare pace tra John, Phil e Liz, che ora aspetta un bambino. Janet invita quindi i tre a cena, ma sarà proprio lei a non prendervi parte perché uccisa in un incidente d'auto. John è tormentato dal dolore e dal rimorso di non averle mai detto quanto l'amasse, ma scopre leggendo il suo diario che anche lei era profondamente innamorata di lui. La sua tragica morte spinge anche la critica a rivalutare la sua opera.
Insieme a Janet, sono morti nell'incidente anche Matt e Joan, due amici di Phil, che hanno lasciato orfano il figlio Chuck, di soli sei anni. Il bambino viene adottato da Phil e Liz, che poco dopo dà alla luce il figlio tanto agognato dalla madre morente. Phil e Liz scrivono a John per dirgli che hanno chiamato il figlio come lui e per chiedergli di fargli da padrino.

## Edizioni
- Golden Gate, traduzione di Luca Dresda, Christian Raimo, Veronica Raimo, Parma, Guanda, 2012, OCLC 883621631.